# Clemente Rojas
Clemente Rojas Pérez (ur. 1 września 1952 w Cartagena del Chairá) – kolumbijski bokser wagi piórkowej. W 1972 roku na letnich igrzyskach olimpijskich w Monachium zdobył brązowy medal. Stoczył 26 zawodowych walk, z których zaliczył 10 wygranych, 16 porażek oraz 3 remisy.